# Det parallelle lig
Det parallelle lig er en dansk film fra 1982. Det er en krimifilm om et lig af en myrdet, der skjules i en ligkiste og opdages af en graver.
- Manuskript Søren Melson og Hans-Erik Philip efter en roman af Frits Remar.
- Instruktion Søren Melson.

Blandt de medvirkende kan nævnes:
- Buster Larsen
- Jørgen Kiil
- Masja Dessau
- John Hahn-Petersen
- Poul Bundgaard
- Jan Zangenberg
- Lily Broberg
- Gyrd Løfqvist
- Bjørn Puggaard-Müller
- Anne Werner Thomsen
- Peter Ronild
- Peter Steen
- Willy Rathnov
- Hugo Herrestrup
- Niels Hinrichsen
- Valsø Holm
- Ib Mossin
- Søren Spanning